# San Paterniano
Paterniano, o Patrignano (Fano, 275 circa – Fano, 13 novembre 360), fu molto probabilmente il primo vescovo di Fano, ed è venerato dalla Chiesa cattolica come santo patrono di Fano, Grottammare e Cervia. La festa religiosa in suo onore si celebra il 10 luglio.

## Agiografia

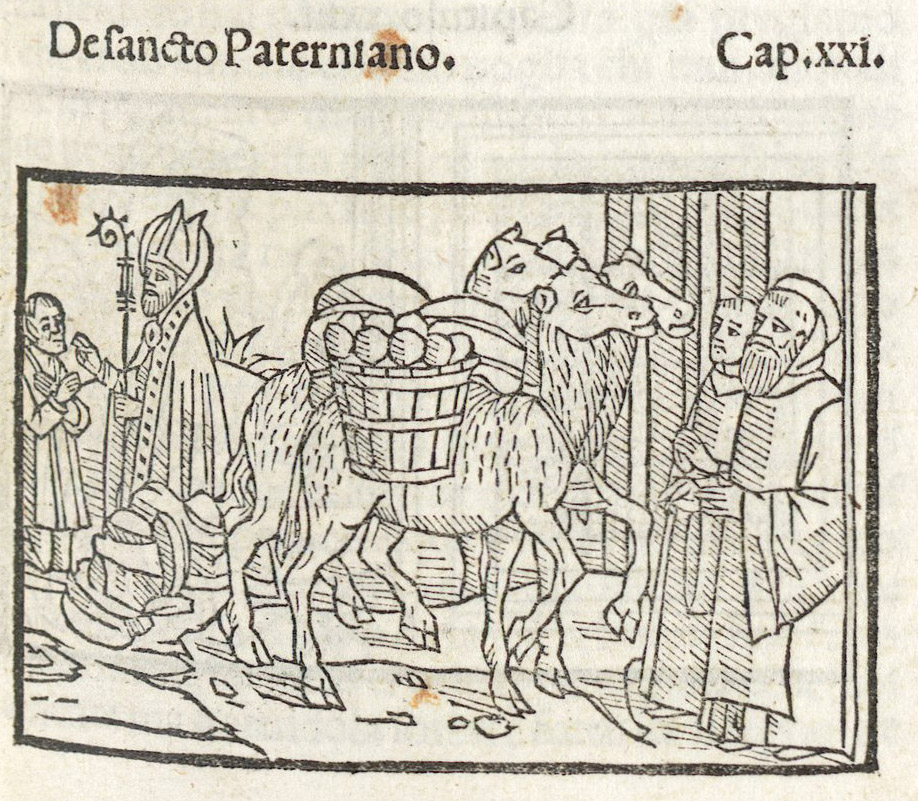
San Paterniano nella Legenda Aurea (1497)

Di lui non si hanno notizie certe. La Vita Sancti Paterniani, tramandataci attraverso un codice del XII secolo (Codice Nonantolano, Archivio del Capitolo di Fano) è leggendaria e presumibilmente poco attendibile.
Vi si narra che Paterniano, nato a Fano verso il 275, fu dapprima eremita presso Fano, quindi abate di un monastero e successivamente eletto vescovo della città, ove avrebbe pontificato per oltre quarant'anni, morendo il 13 novembre 360.

## Culto

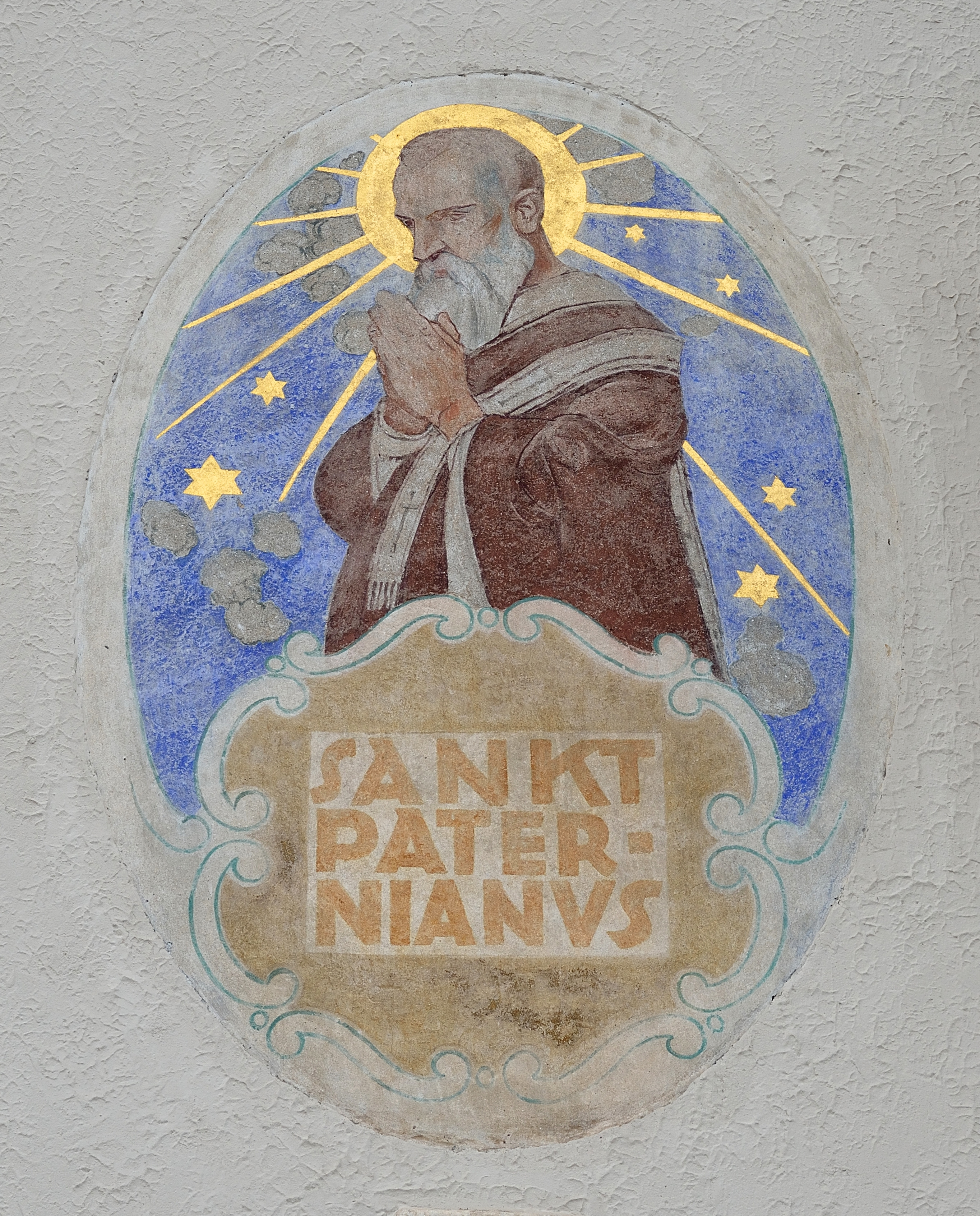
Dipinto di san Paterniano in Carinzia

La memoria liturgica di san Paterniano è riportata nel Martirologio Romano alla data del 12 luglio:
(Martirologio Romano)
La città e la diocesi di Fano, Fossombrone, Cagli e Pergola lo festeggiano il 10 luglio, anniversario del trasferimento delle sue reliquie nella basilica a Lui dedicata nel centro storico.
Le leggende devozionali relative ai "prodigi" sul suo sepolcro fecero estendere rapidamente il suo culto, oggi diffuso nelle Marche, Romagna, Veneto, Toscana, Umbria e Dalmazia. Molti paesi (si dice 32) lo hanno scelto come patrono e molte località portano il suo nome (San Paterniano e San Patrignano). Le sue reliquie si venerano a Fano, nella Basilica a lui dedicata, e a Cervia, nella cattedrale (femore). Una reliquia è conservata anche nell'omonima chiesetta in Umbria nei pressi di Cammoro, ove la leggenda vuole che il santo abbia soggiornato in eremitaggio durante uno dei suoi viaggi a Roma.
A Grottammare, nella chiesa di sant'Agostino è murata un'epigrafe con l'iscrizione «HIC REQ.ESCIT COP BEATI PATNIANI»: l'epigrafe proviene dalla chiesa rurale di S. Paterniano, nel territorio dello stesso comune, oggi scomparsa.
In località Caminate di Fano si trova una grotta, scelta dalle prime comunità cristiane come luogo di riunione e di preghiera, conosciuta come Grotta di San Paterniano. Secondo la tradizione, fu usata come rifugio dal santo nel periodo delle persecuzioni dell'imperatore Diocleziano. In realtà si tratta di una struttura di età romana appartenente a una villa rustica e probabilmente utilizzata come cisterna per la raccolta dell'acqua o un deposito di granaglie. L'ambiente caratterizzato da una pianta a T, è costituito da ciottoli fluviali e da frammenti di laterizi legati con malta e calce.